# Nationale Vijfkampkruis van de Nederlandse Sport Federatie
Het Nationale Vijfkampkruis van de Nederlandse Sport Federatie is de opvolger van het in 1959 afgeschafte Militaire Vijfkampkruis dat door het Nederlands Olympisch Comité werd uitgereikt. De onderscheiding werd uitgereikt door de Nederlandse Sport Federatie (NSF).  De eisen werden aangepast en de wedstrijd werd opengesteld voor burgers maar het bleef om de moderne vijfkamp met als onderdelen schieten, schermen, lopen, zwemmen en paardrijden gaan.
Het kruis lijkt sterk op het Militaire Vijfkampkruis. Ook hier gaat het om een zilveren, blauw geëmailleerd, Grieks kruis met wijd uitlopende armen.Ook het nassaublauwe lint werd aangehouden en heeft ook nu een zilverwitte streep.Het verschil is gelegen in het zilveren medaillon; in plaats van een met lauweren gekroonde Griekse atleet is de leeuw uit het Nederlandse rijkswapen afgebeeld.
Daar omheen is het randschrift "NATIONALE VIJFKAMP N.S.F." te lezen. De keerzijde is vlak.
Het kruis zelf bestaat alleen in zilver maar er werd een ingewikkeld systeem van spelden voor op het lint en de baton geconcipieerd dat lijkt op dat van de Vaardigheidsmedaille van de Nederlandse Sport Federatie.
- Tot de negende deelname draagt men een zilveren Arabisch cijfer op het lint
- Bij de tiende deelname krijgt men een bronzen tak van de laurier op het lint gespeld.
- De elfde tot veertiende deelname leveren een bronzen Romeins cijfer, I, II, III of IV op.
- Bij de vijftiende deelname krijgt men een zilveren tak van de laurier op het lint gespeld.
- De zestiende tot negentiende deelname leveren een Romeins zilveren cijfer, I, II, III of IV op.
- Bij de twintigste deelname krijgt men een gouden tak van de laurier op het lint gespeld.
- De eenentwintigste tot vierentwintigste deelname leveren een gouden Romeins cijfer, I, II, III of IV op.
- De vijfentwintigste deelname wordt beloond met een gouden lauwerkrans
- De zesentwintigste maal dat men deelneemt wordt dat getal, als Arabisch cijfer, in de lauwerkrans aangebracht. En zo verder.

Men kan het kruis als miniatuur op een rokkostuum dragen en voor uniformen zijn er batons beschikbaar. Militairen mogen het kruis en de baton op hun uniformen dragen.